# Hersilia mainae
Espèce
Hersilia mainae est une espèce d'araignées aranéomorphes de la famille des Hersiliidae.

## Distribution
Cette espèce est endémique du Kimberley en Australie-Occidentale,.

## Étymologie
Cette espèce est nommée en l'honneur de Barbara York Main.

## Publication originale
- Baehr & Baehr, 1995 : New species and new records of Hersiliidae from Australia (Arachnida, Araneae, Hersiliidae). Fifth supplement to the revision of the Australian Hersiliidae. Records of the Western Australian Museum Supplement, vol. 52, p. 107-118.